# 永田町駅
永田町駅（ながたちょうえき）は、東京都千代田区永田町一丁目にある、東京地下鉄（東京メトロ）の駅。

## 概要
有楽町線（駅番号：Y 16）、半蔵門線（駅番号：Z 04）、南北線（駅番号：N 07）の3路線が乗り入れている。
また、銀座線・丸ノ内線が乗り入れる赤坂見附駅（港区赤坂に立地）とは改札内で連絡しており、運賃計算上は同一の駅として扱われる。そのため、当駅からの乗車券で赤坂見附駅の改札から入場でき、その逆も可能である。定期券の場合は当駅を発駅・着駅とするものは赤坂見附駅から入場・出場が可能である。また、当駅・赤坂見附駅と隣接する以下の区間を含む定期券は、それぞれ当該区間に限り連続して並走するどの路線でも乗車できる。
- 永田町駅 / 赤坂見附駅 - 溜池山王駅 / 国会議事堂前駅間（銀座線・丸ノ内線・南北線）- 溜池山王駅と国会議事堂前駅は同一駅扱い。
- 永田町駅 - 青山一丁目駅間（銀座線・半蔵門線）
- 永田町駅 / 赤坂見附駅 - 四ツ谷駅間（丸ノ内線・南北線）

なお、当駅と赤坂見附駅を合わせると、東京メトロの路線が一つの駅に5路線乗り入れることになり、これは東京メトロの駅としては最多である。
当駅は、「表参道駅務管区永田町地域」として近隣の駅を管理している。

## 歴史
- 1974年（昭和49年）10月30日：帝都高速度交通営団（営団地下鉄）有楽町線の駅として開業。両端駅（池袋駅、銀座一丁目駅）の自動改札化に伴い、自動券売機では、開業当初から磁気化券が発売されていた。
- 1979年（昭和54年）9月21日：営団地下鉄半蔵門線開業。銀座線・丸ノ内線赤坂見附駅との乗り換え業務を開始。半蔵門線当駅には折り返し設備がなく、3番線（B線）ホームのみを使用した変則な単線運転を行っていた[2]（後述）。
- 1982年（昭和57年）12月9日：半蔵門線が半蔵門駅まで延伸開業[3]。変則な単線運転を解消し、完全な複線運転となる[3]。
- 1997年（平成9年）9月30日：営団地下鉄南北線開業[4][5]。
- 2004年（平成16年）4月1日：帝都高速度交通営団（営団地下鉄）民営化に伴い、当駅は東京地下鉄（東京メトロ）に継承される[6]。
- 2007年（平成19年）3月18日：ICカード「PASMO」の利用が可能となる[7]。
- 2012年（平成24年）2月4日：有楽町線ホームに発車メロディを導入。
- 2013年（平成25年）8月8日：駅ナカ商業施設「Echika fit 永田町」がオープン[8]。
- 2015年（平成27年）3月13日：南北線ホームの発車メロディを変更[9]。
- 2018年（平成30年）9月13日：半蔵門線ホームに発車メロディを導入[10]。

## 駅構造
各線とも島式ホーム1面2線を有する地下駅。
各線とも乗降場（ホーム）部はシールド工法で建設され、駅両端にはシールドマシンの発進・到達（またはUターン）立坑が開削工法で建設されており、シールド基地として使用後は駅施設に改装した。
有楽町線
乗降場（ホーム）は地下4階部に位置し、駅部延長252.0 mのうち168 m680をシールドトンネルで施工した。和光市方から新木場方に向かって、2本の単線シールドトンネル（トンネル外径8.58 m、手掘り式シールド機）を掘削後、シールドトンネル間の上部をルーフシールド機で掘削し、幅員10.6 mの島式ホームとしたものである（めがね形駅ルーフシールド工法）。
乗降場全体は半径510 mの曲線上に、また新木場方面に向かって8‰の上り勾配に位置している。有楽町線当駅の深さは23.7 mで、有楽町線（和光市 - 新木場間、小竹向原 - 池袋間の副都心線区間は含まない）で最も深い。なお、東京地下鉄における「駅の深さ」とは、駅中心部における地表からレール面までの深さを表す。
半蔵門線
乗降場（ホーム）は3線で最も深い地下6階部に位置し、駅部延長304.0 mのうち210.0 mをシールドトンネルで施工した。押上方から渋谷方に向かって、2本の単線シールドトンネル（トンネル外径8.58 m、手掘り式シールド機）を掘削後、シールドトンネル間の上部をルーフシールド機で掘削し、幅員10.8 mの島式ホームとしたものである（めがね形駅ルーフシールド工法）。シールド機は、有楽町線当駅で使用したものを補修・改造し、再利用したものである。
乗降場は押上寄り約80 mが半径508 mの曲線上に、それ以外は直線となっており、また押上方面に向かって10‰の上り勾配に位置している。半蔵門線当駅の深さは36.0 mにあり、東京メトロでは千代田線国会議事堂前駅（37.9 m）、南北線後楽園駅（37.5 m）に次いで3番目に深い。
1979年9月の青山一丁目 - 当駅間開業時点では当駅に折り返し設備がなく、青山一丁目駅に設置する片渡り分岐器を使用したB線（渋谷方面行き）線路のみを使用して単線運転を行っていた。駅ホームは3番線（B線）のみが使用され、当面使用しない4番線（A線、押上方面）ホームは仮壁で仕切られていた。このため、朝夕ラッシュ時は青山一丁目折り返しと永田町行きが交互に運転され（朝ラッシュ時8分間隔、夕ラッシュ時10分間隔）、日中時間帯（7分30秒間隔）よりも運転間隔が開く変則なダイヤであった。ただし、1982年12月の半蔵門駅延伸開業後は複線運転となり、解消された。
半蔵門線ホームから平河町口（3・4・6番出入口）経由で地上に出るまでは、218段もの階段を上ることになる。
南北線
乗降場（ホーム）は地下3階部に位置し、乗降場（ホーム）部の延長190.3 mをシールドトンネルで施工した。施工距離が短いことから、1台の単線シールドマシンで施工され（トンネル外径8.0 m、泥水式シールド機）、目黒方立坑から赤羽岩淵方に向かってA線トンネルを掘削後、赤羽岩淵方のUターン立坑で折り返し、B線トンネルを掘削した。その後、乗降場（ホーム）両端部と約100 m間隔の連絡通路をかんざし桁を圧入して接続し、島式ホームとしたものである（めがね形駅かんざし桁工法）。
乗降場はA線が半径609.7 m、B線が半径529.7 mの曲線上に、また赤羽岩淵方面に向かって10‰（目黒寄りの一部は32.5 ‰）の下り勾配に位置している。南北線当駅の深さは26.7 mである。

### のりば
| 番線          | 路線     | 行先                                     |
| ------------- | -------- | ---------------------------------------- |
| 地下4階ホーム |          |                                          |
| 1             | 有楽町線 | 新木場方面                               |
| 2             | 有楽町線 | 和光市・森林公園・飯能方面               |
| 地下6階ホーム |          |                                          |
| 3             | 半蔵門線 | 渋谷・長津田・中央林間方面               |
| 4             | 半蔵門線 | 押上〈スカイツリー前〉・久喜・南栗橋方面 |
| 地下3階ホーム |          |                                          |
| 5             | 南北線   | 赤羽岩淵・浦和美園方面                   |
| 6             | 南北線   | 目黒方面                                 |

（出典：東京メトロ:構内図）
- 半蔵門線押上方面は土休日の終電間際に当駅終着の列車が設定されている（客扱い後は留置のため水天宮前へ回送）。当駅始発列車の設定はない。
- 有楽町線ホームと半蔵門線ホームは、駅員による立ち番がいる。

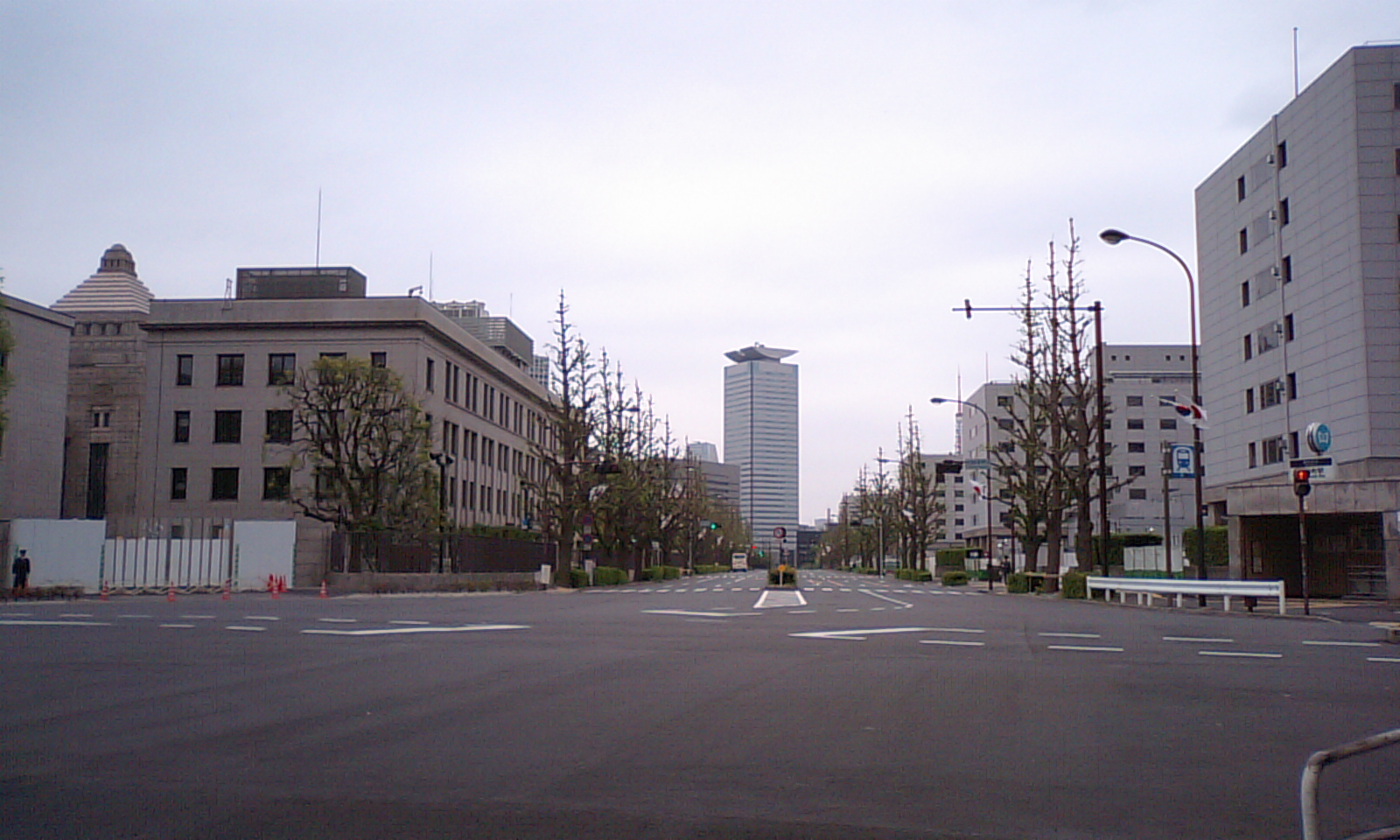
1番出口（右端）地上部、左は国会議事堂、右は衆参議員会館
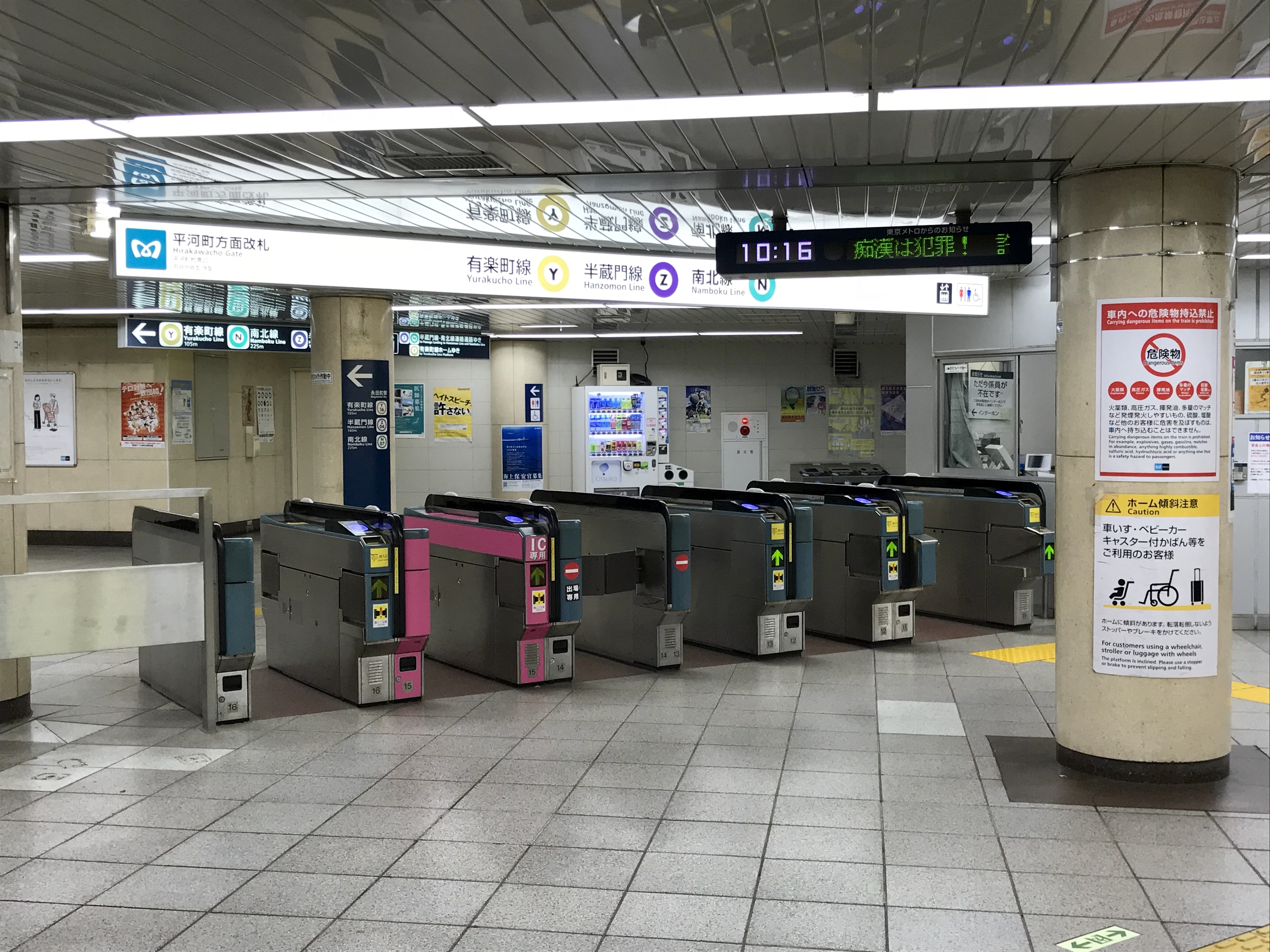
平河町方面改札口（2018年9月15日撮影）
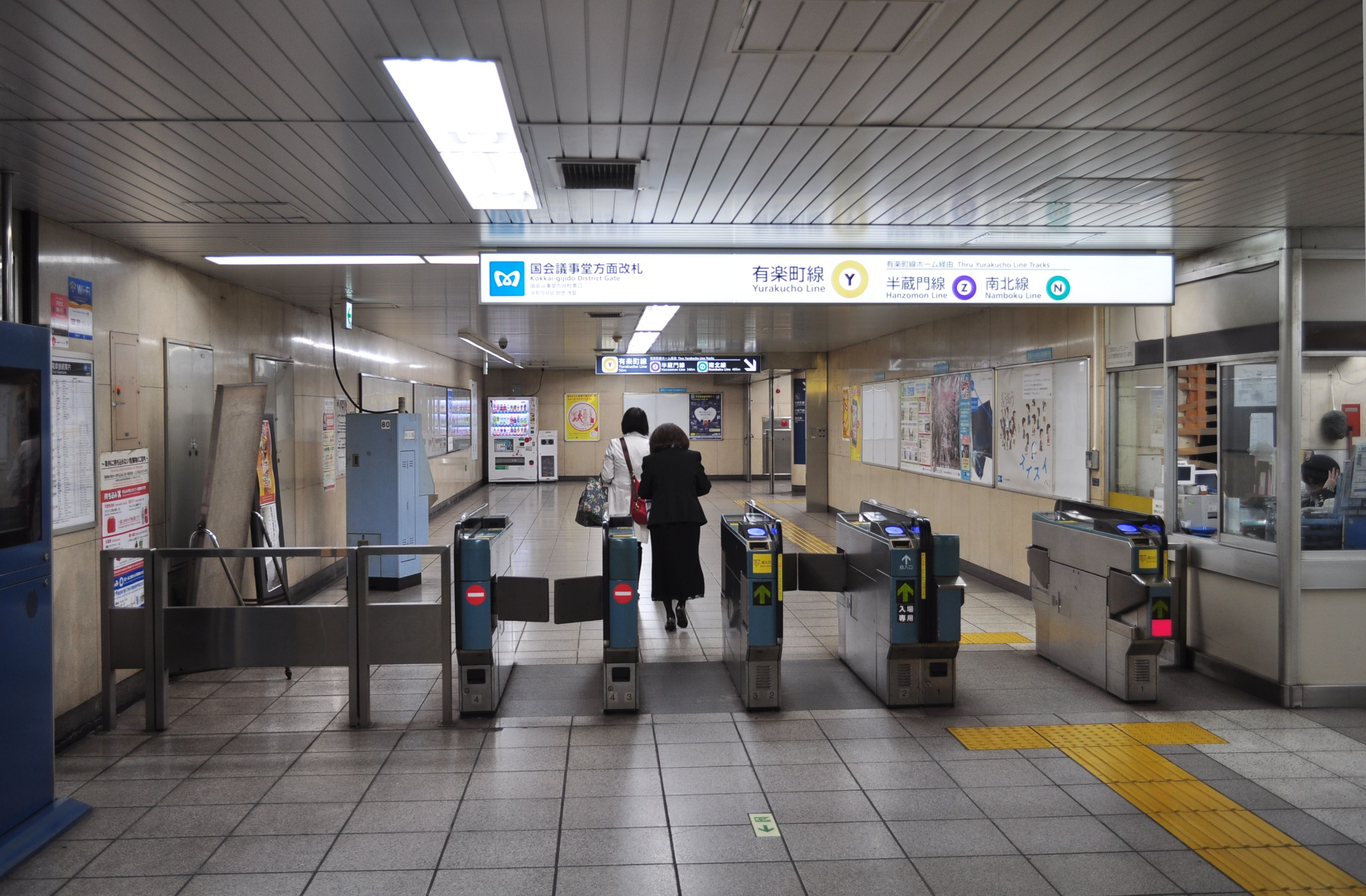
有楽町線連絡国会議事堂方面改札口（2018年3月28日撮影）
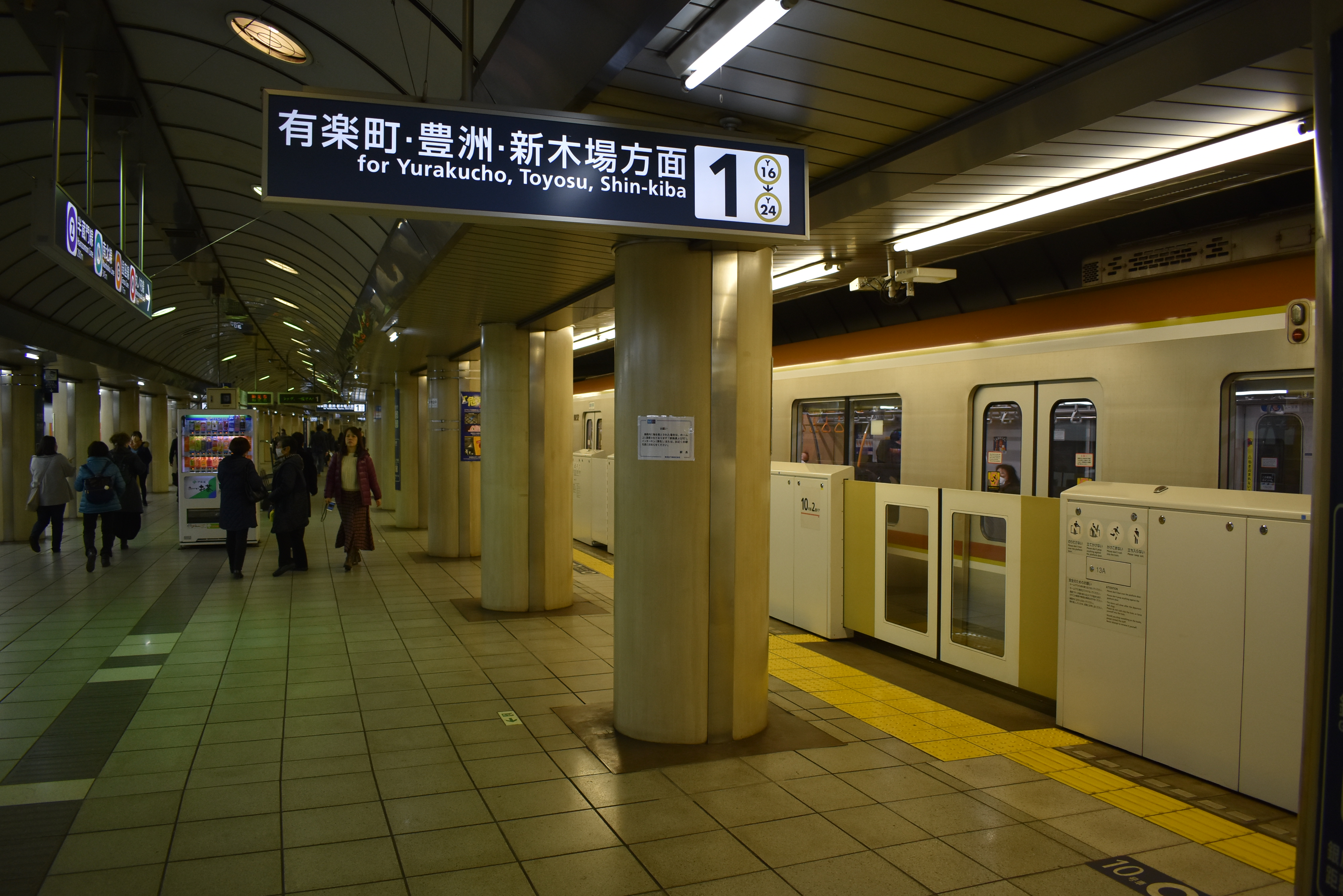
有楽町線の1番線ホーム（2018年12月22日撮影）
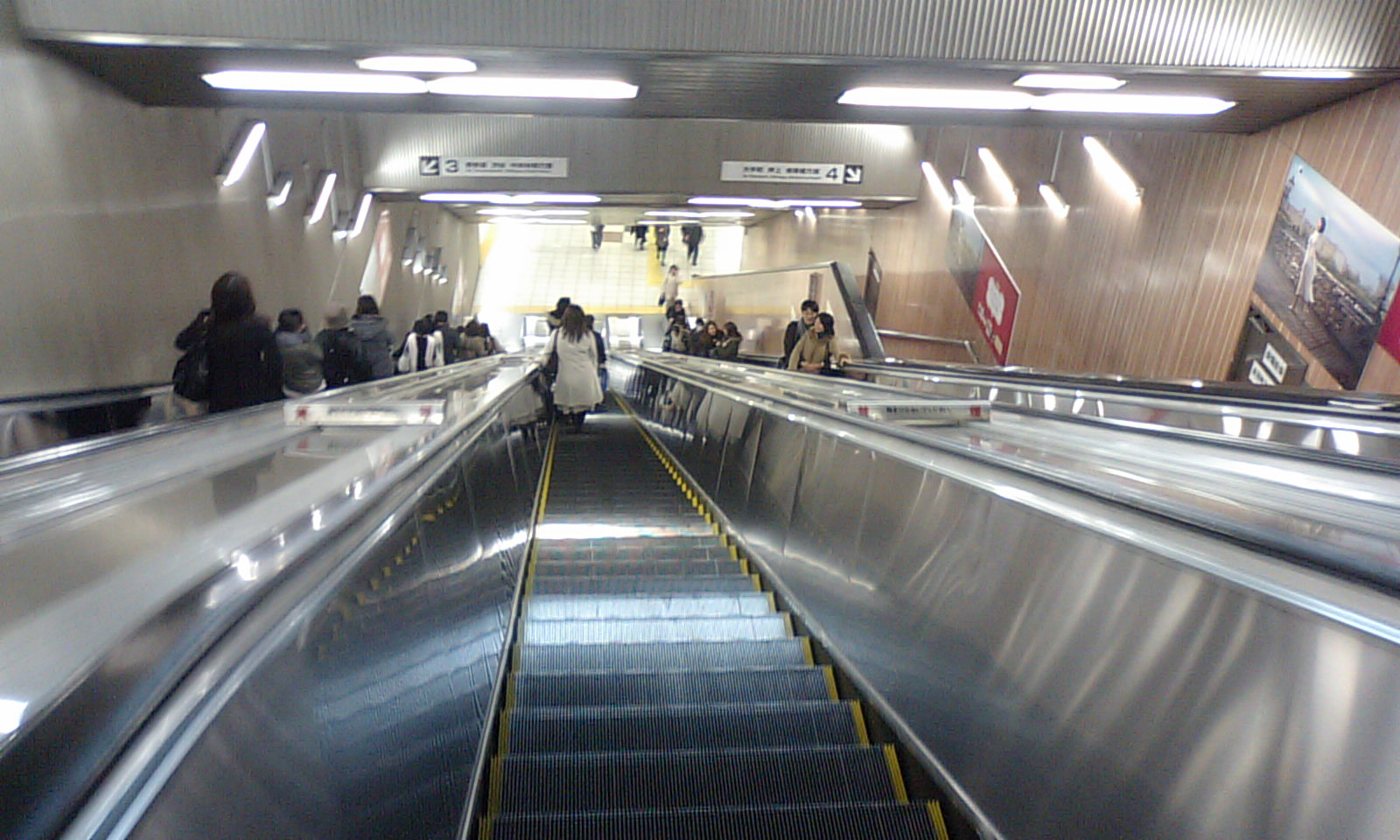
半蔵門線ホームへ降りるエスカレーター
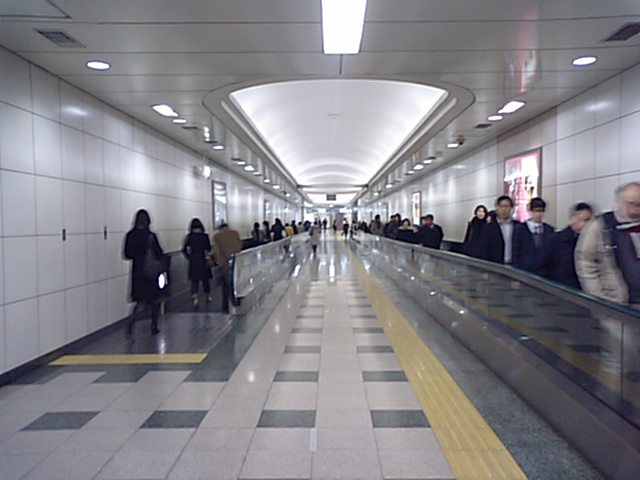
南北線ホームへ向かう動く歩道
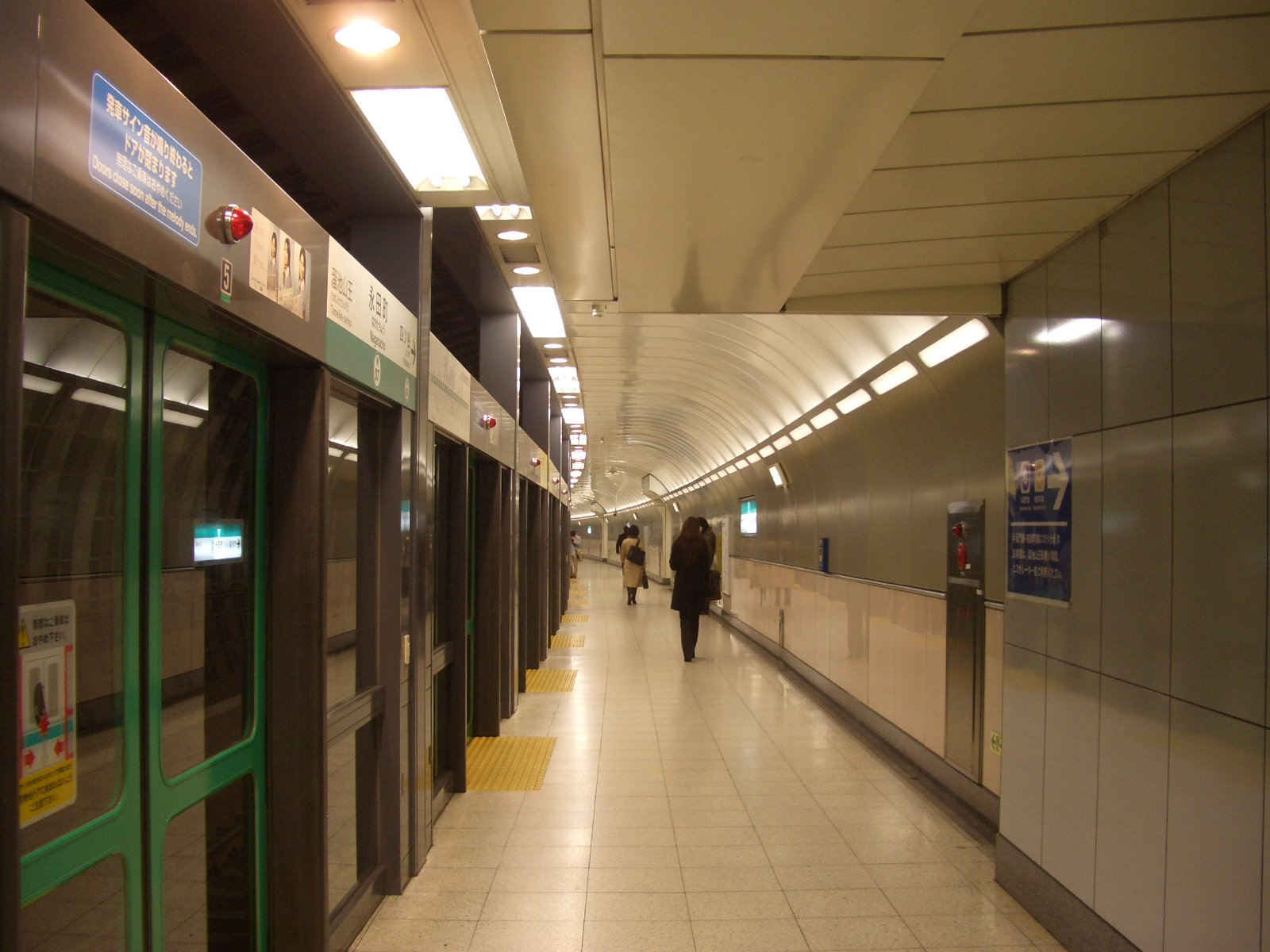
南北線の5番線ホーム（2008年12月9日）

### 発車メロディ
全ホームでスイッチ制作の発車メロディ（発車サイン音）を使用している。
なお、南北線ホームでは当初、吉村弘作曲の同線全駅共通のメロディを使用していた。
| 番線 | 路線     | 曲名           | 作曲者   |
| ---- | -------- | -------------- | -------- |
| 1    | 有楽町線 | サムライ電車   | 福嶋尚哉 |
| 2    | 有楽町線 | パピヨン       | 福嶋尚哉 |
| 3    | 半蔵門線 | 今日もどこかで | 塩塚博   |
| 4    | 半蔵門線 | 黎明           | 福嶋尚哉 |
| 5    | 南北線   | 明日への階段   | 塩塚博   |
| 6    | 南北線   | 希望の夜明け   | 塩塚博   |

### 各路線の相互乗り換え
各線のホームは離れて設置されている。乗り換えに必要な最短の距離は、半蔵門線ホームと有楽町線ホームは約80 m、有楽町線ホームと南北線ホームは約160 m、半蔵門線ホームと南北線ホームは約170 mである。半蔵門線ホームと有楽町線・南北線乗り換えコンコースの間には長大なエスカレーターがある。また、乗り換えコンコースと南北線ホームを結ぶ連絡通路には動く歩道が設置されている。

### 赤坂見附駅との連絡
当駅と赤坂見附駅の間は、半蔵門線ホームの西端と銀座線・丸ノ内線ホーム下層階を結ぶ、上り下り数回を要する地下通路（長さ約200 m）を介して接続されている。このため、有楽町線ホームまたは南北線ホームから赤坂見附駅へ乗り継ぐには、半蔵門線ホーム（長さ約200 m）を経由することになる。また、改札内で銀座線と有楽町線が接続する駅は当駅・赤坂見附駅のみであり、520 mの距離を歩く必要がある。改札内乗り換え通路には斜行エレベーターが設置されている。
|                |                |                                          | 永田町駅                                      |                                              |
| 半蔵門線       | 有楽町線       | 南北線                                   |                                               |                                              |
| 赤坂見附駅     |                |                                          |                                               |                                              |
| ホーム間の距離 | ホーム間の距離 | 約250 m                                  | 約520 m                                       | 約610 m                                      |
| 他の乗換駅     | 銀座線         | 渋谷駅* 表参道駅◎ 青山一丁目駅 三越前駅* | 銀座駅/銀座一丁目駅* （渋谷駅*）              | 溜池山王駅◎                                  |
| 他の乗換駅     | 丸ノ内線       | 大手町駅◎                                | 池袋駅* 銀座駅/銀座一丁目駅* （新宿三丁目駅） | 四ツ谷駅◎ 国会議事堂前駅/溜池山王駅 後楽園駅 |

- *改札外乗り換え ◎：最も至便な駅

なお、上記の距離は乗り換えに必要な最短のものであり、ホームの降車位置によっては、さらに距離を要する。

## 利用状況
- 東京メトロ - 2024年度の1日平均乗降人員は75,272人である[メトロ 1]。
東京メトロの全130駅の中では赤坂駅に次いで第51位。この値は東京メトロ線同士の乗換人員を含まない。
  - 東京メトロ線同士の乗換人員を含んだ、2018年度の路線別1日平均乗降人員は以下のとおりである[乗降データ 1]。赤坂見附駅の銀座線、丸ノ内線との間の乗換人員も含む。
    - 有楽町線 - 149,376人 - 同線内では小竹向原駅、有楽町駅、豊洲駅、池袋駅、和光市駅、飯田橋駅に次ぐ第7位。
    - 半蔵門線 - 180,669人 - 同線内では渋谷駅、表参道駅、大手町駅、押上駅に次ぐ第5位。
    - 南北線 - 71,287人 - 同線内では溜池山王駅、目黒駅、飯田橋駅、赤羽岩淵駅、六本木一丁目駅、四ツ谷駅に次ぐ第7位。

### 年度別1日平均乗降人員
近年の1日平均乗降人員推移は下表の通り。
| 年度               | 東京メトロ       | 東京メトロ |
| 年度               | 1日平均 乗降人員 | 増加率     |
| ------------------ | ---------------- | ---------- |
| 2004年（平成16年） | 58,711           |            |
| 2005年（平成17年） | 58,612           | −0.2%      |
| 2006年（平成18年） | 59,983           | 2.3%       |
| 2007年（平成19年） | 62,294           | 3.9%       |
| 2008年（平成20年） | 60,843           | −2.3%      |
| 2009年（平成21年） | 59,756           | −1.8%      |
| 2011年（平成23年） | 59,379           | −2.3%      |
| 2012年（平成24年） | 61,823           | 4.1%       |
| 2013年（平成25年） | 63,943           | 3.4%       |
| 2014年（平成26年） | 65,296           | 2.1%       |
| 2015年（平成27年） | 69,459           | 6.4%       |
| 2016年（平成28年） | 75,107           | 8.1%       |
| 2017年（平成29年） | 82,091           | 9.3%       |
| 2018年（平成30年） | 84,403           | 2.8%       |
| 2019年（令和元年） | 91,240           | 8.1%       |
| 2020年（令和02年） | 54,159           | −40.6%     |
| 2021年（令和03年） | 55,754           | 2.9%       |
| 2022年（令和04年） | 66,041           | 18.5%      |
| 2023年（令和05年） | 72,244           | 9.4%       |
| 2024年（令和06年） | 75,272           | 4.2%       |

### 年度別1日平均乗車人員（1974年 - 2000年）
| 年度               | 有楽町線 | 半蔵門線 | 南北線   | 出典              |
| ------------------ | -------- | -------- | -------- | ----------------- |
| 1974年（昭和49年） | 7,046    | 未 開 業 | 未 開 業 | [ 東京都統計 1 ]  |
| 1975年（昭和50年） | 10,011   | 未 開 業 | 未 開 業 | [ 東京都統計 2 ]  |
| 1976年（昭和51年） | 10,795   | 未 開 業 | 未 開 業 | [ 東京都統計 3 ]  |
| 1977年（昭和52年） | 12,118   | 未 開 業 | 未 開 業 | [ 東京都統計 4 ]  |
| 1978年（昭和53年） | 12,337   | 未 開 業 | 未 開 業 | [ 東京都統計 5 ]  |
| 1979年（昭和54年） | 12,945   | 3,751    | 未 開 業 | [ 東京都統計 6 ]  |
| 1980年（昭和55年） | 13,784   | 4,181    | 未 開 業 | [ 東京都統計 7 ]  |
| 1981年（昭和56年） | 15,123   | 4,888    | 未 開 業 | [ 東京都統計 8 ]  |
| 1982年（昭和57年） | 15,532   | 5,088    | 未 開 業 | [ 東京都統計 9 ]  |
| 1983年（昭和58年） | 15,743   | 5,467    | 未 開 業 | [ 東京都統計 10 ] |
| 1984年（昭和59年） | 16,581   | 6,055    | 未 開 業 | [ 東京都統計 11 ] |
| 1985年（昭和60年） | 16,732   | 6,507    | 未 開 業 | [ 東京都統計 12 ] |
| 1986年（昭和61年） | 17,107   | 6,726    | 未 開 業 | [ 東京都統計 13 ] |
| 1987年（昭和62年） | 17,399   | 6,803    | 未 開 業 | [ 東京都統計 14 ] |
| 1988年（昭和63年） | 17,814   | 7,321    | 未 開 業 | [ 東京都統計 15 ] |
| 1989年（平成元年） | 16,929   | 9,786    | 未 開 業 | [ 東京都統計 16 ] |
| 1990年（平成02年） | 17,175   | 11,699   | 未 開 業 | [ 東京都統計 17 ] |
| 1991年（平成03年） | 17,790   | 12,355   | 未 開 業 | [ 東京都統計 18 ] |
| 1992年（平成04年） | 17,359   | 12,641   | 未 開 業 | [ 東京都統計 19 ] |
| 1993年（平成05年） | 16,699   | 12,458   | 未 開 業 | [ 東京都統計 20 ] |
| 1994年（平成06年） | 16,205   | 12,838   | 未 開 業 | [ 東京都統計 21 ] |
| 1995年（平成07年） | 15,546   | 12,292   | 未 開 業 | [ 東京都統計 22 ] |
| 1996年（平成08年） | 15,274   | 12,142   | 未 開 業 | [ 東京都統計 23 ] |
| 1997年（平成09年） | 14,159   | 11,989   | 2,803    | [ 東京都統計 24 ] |
| 1998年（平成10年） | 13,296   | 12,027   | 3,101    | [ 東京都統計 25 ] |
| 1999年（平成11年） | 12,216   | 11,776   | 2,760    | [ 東京都統計 26 ] |
| 2000年（平成12年） | 12,258   | 12,090   | 3,397    | [ 東京都統計 27 ] |

### 年度別1日平均乗車人員（2001年以降）
近年の1日平均乗車人員の推移は下表の通り。
| 年度               | 有楽町線 | 半蔵門線 | 南北線 | 出典              |
| ------------------ | -------- | -------- | ------ | ----------------- |
| 2001年（平成13年） | 11,901   | 12,332   | 4,258  | [ 東京都統計 28 ] |
| 2002年（平成14年） | 12,058   | 12,362   | 4,258  | [ 東京都統計 29 ] |
| 2003年（平成15年） | 11,888   | 13,107   | 4,396  | [ 東京都統計 30 ] |
| 2004年（平成16年） | 12,030   | 13,367   | 4,430  | [ 東京都統計 31 ] |
| 2005年（平成17年） | 11,726   | 13,258   | 4,411  | [ 東京都統計 32 ] |
| 2006年（平成18年） | 11,811   | 13,948   | 4,564  | [ 東京都統計 33 ] |
| 2007年（平成19年） | 12,087   | 14,699   | 4,847  | [ 東京都統計 34 ] |
| 2008年（平成20年） | 11,567   | 14,630   | 4,871  | [ 東京都統計 35 ] |
| 2009年（平成21年） | 11,181   | 14,496   | 4,827  | [ 東京都統計 36 ] |
| 2010年（平成22年） | 11,121   | 15,044   | 5,063  | [ 東京都統計 37 ] |
| 2011年（平成23年） | 10,762   | 14,585   | 4,959  | [ 東京都統計 38 ] |
| 2012年（平成24年） | 11,151   | 15,290   | 5,221  | [ 東京都統計 39 ] |
| 2013年（平成25年） | 11,584   | 15,447   | 5,556  | [ 東京都統計 40 ] |
| 2014年（平成26年） | 11,819   | 15,603   | 5,715  | [ 東京都統計 41 ] |
| 2015年（平成27年） | 13,623   | 16,464   | 6,191  | [ 東京都統計 42 ] |
| 2016年（平成28年） | 13,304   | 17,529   | 7,244  | [ 東京都統計 43 ] |
| 2017年（平成29年） | 14,271   | 18,863   | 8,392  | [ 東京都統計 44 ] |
| 2018年（平成30年） | 14,679   | 19,263   | 8,734  | [ 東京都統計 45 ] |
| 2019年（令和元年） | 16,399   | 20,077   | 9,992  | [ 東京都統計 46 ] |

備考
1. ↑  1974年10月30日開業。開業日から翌年3月31日までの計153日間を集計したデータ。
2. ↑  1979年9月21日開業。開業日から翌年3月31日までの計193日間を集計したデータ。
3. ↑  1997年9月30日開業。開業日から翌年3月31日までの計183日間を集計したデータ。

## 駅周辺
都道府県会館に通じる出口は5番出入口と9b番出入口の2つが存在する。有楽町線と半蔵門線からは5番出入口が、南北線からは9b番出入口が近い。このほか、1番出入口に隣接して参議院議員会館へ続く地下連絡通路がある。
- 国会議事堂
- 衆議院議長公邸
- 参議院議長公邸
- 衆議院第一・第二議員会館
- 参議院議員会館
- 国立国会図書館（東京本館）
- 最高裁判所
  - 最高裁判所内郵便局
- 駐日メキシコ合衆国大使館
- 都道府県会館
  - 都道府県会館内郵便局
- 全国町村会館
  - 全国町村会事務所

- 砂防会館
  - 全国治水砂防協会
- 東京都立日比谷高等学校
- 千代田区立麹町中学校
- 山脇学園中学校・高等学校
- 国会前庭
- 憲政記念館
- 山王日枝神社
- 清水谷公園
- 東京ガーデンテラス紀尾井町
  - ザ・プリンスギャラリー 東京紀尾井町
- プルデンシャルタワー
- ホテルニューオータニ
  - ニューオータニ美術館
- 都市センターホテル

- 赤坂エクセルホテル東急・赤坂東急プラザ
- 国立劇場
- 自由民主党本部（自由民主会館）
- 立憲民主党本部（三宅坂ビル）
- 国民民主党本部（JBS永田町）
- WOWOW本社
- JA共済連全国本部
- 千代田放送会館
- 三宅坂
- 内堀通り
- 青山通り（国道246号）
- 高速都心環状線霞が関入口
- 国会議事堂前駅
- 溜池山王駅

### バス路線
最寄りバス停留所は、自由民主党本部付近の道路上にある永田町となる。東京都交通局（都営）により運行される以下の路線バスが発着する。このほか、東京ガーデンテラス紀尾井町、ザ・プリンスギャラリー東京 紀尾井町停留所に東京空港交通（リムジン）の羽田空港行・成田空港行、西武観光バス（西武）の高速バス軽井沢駅行が発着している。
永田町
- 橋63系統：新橋駅前行 / 小滝橋車庫前行（都営）

東京ガーデンテラス紀尾井町
- 空港連絡バス：羽田空港行・成田空港行（リムジン）
- 高速バス：軽井沢駅行（西武）

ザ・プリンスギャラリー東京 紀尾井町
- 空港連絡バス：羽田空港行・成田空港行（リムジン）
- 高速バス：軽井沢駅行（西武）

## 隣の駅
東京地下鉄（東京メトロ）
 有楽町線
麹町駅 (Y 15) - 永田町駅 (Y 16) - 桜田門駅 (Y 17)
 半蔵門線
青山一丁目駅 (Z 03) - 永田町駅 (Z 04) - 半蔵門駅 (Z 05)
 南北線
溜池山王駅 (N 06) - 永田町駅 (N 07) - 四ツ谷駅 (N 08)